# Geelkapbladspeurder
De geelkapbladspeurder ( Dendroma rufa synoniem: Philydor rufum) is een zangvogel uit de familie Furnariidae (ovenvogels).

## Kenmerken
Zijn verenkleed is zandbruin, met roodbruine vleugels. Hij heeft vrij lange poten, een stevige priksnavel en een lange staart. De lichaamslengte bedraagt ongeveer 19 cm.

## Leefwijze
Deze vogels zoeken in de boomkruinen naar insecten, waarbij ze soms ondersteboven hangen.

## Voortplanting
Het legsel bestaat uit 3 tot 5 (soms tot 9) stuks. Het broeden neemt meestal 15 tot 20 dagen in beslag. Na 13 tot 18 dagen verlaten de jongen het nest.

## Verspreiding en leefgeboed
Deze soort komt plaatselijk algemeen voor in de vochtige bergbossen van Costa Rica tot Argentinië en telt zeven ondersoorten:
- D. r. panerythra: van Costa Rica tot de oostelijke Andes van Colombia.
- D. r. riveti: de westelijke Andes van Colombia en noordwestelijk Ecuador.
- D. r. columbiana: noordelijk Venezuela.
- D. r. cuchiverus: zuidelijk Venezuela.
- D. r. boliviana: van oostelijk Ecuador tot centraal Bolivia.
- D. r. chapadense: zuidwestelijk Brazilië.
- D. r. rufa: van oostelijk Brazilië tot oostelijk Paraguay en noordoostelijk Argentinië.

## Status
De grootte van de populatie is in 2019 geschat op 0,5-5 miljoen volwassen vogels. Op de Rode lijst van de IUCN heeft deze soort de status niet bedreigd.